# 大金毛茛
大金毛茛（学名：Ranunculus pseudolobatus）为毛茛科毛茛属下的一个种。

## 扩展阅读
- 維基物種上的相關：大金毛茛